# サイモン・ウィンサー
サイモン・ウィンサー（Simon Wincer、1943年 - ）は、オーストラリア・シドニー出身の映画監督。
1989年、『ロンサム・ダブ』で第41回プライムタイム・エミー賞演出監督賞（リミテッドシリーズ/テレビ映画/スペシャルドラマ部門）を受賞。

## 主な作品
- ハーレクィン Harlequin (1980)
- ダリル/秘められた巨大な謎を追って D.A.R.Y.L. (1985)
- 砂漠の勇者 The Lighthorsemen (1987)
- ロンサム・ダブ Lonesome Dove (1989) ミニシリーズ
- ブラッディ・ガン Quigley Down Under (1990)
- ハーレーダビッドソン&マルボロマン Harley Davidson and the MarlboroMan (1991)
- フリー・ウィリー Free Willy (1993)
- ダンボドロップ大作戦 Operation Dumbo Drop (1995)
- ザ・ファントム The Phantom (1996)
- 走れ!僕のフラッシュ Flash (1997) テレビ映画
- クロスファイア・トレイル Crossfire Trail (2001) テレビ映画
- クロコダイル・ダンディー in L.A. Crocodile Dundee in Los Angeles (2001)
- モンテ・ウォルシュ Monte Walsh (2003)
- ヤング・ブラック・スタリオン The Young Black Stallion (2003)
- INTO THE WEST イントゥー・ザ・ウエスト Into the West (2005) ミニシリーズ